# آروی ملویل
آروی ملویل (به انگلیسی: RV Melville) یک کشتی است که طول آن 279 feet (85 m) می‌باشد. این کشتی در سال ۱۹۶۸ ساخته شد.